# Système d'eau douce d'Innherred
Le système d'eau douce d'Innherred est un site ramsar norvégien composé de trois aires protégées dans les communes de Levanger et Verdal, Trøndelag. Les trois sites sont devenus site ramsar en 2013.
Les trois aires protégées sont en partant du sud vers le nord:
- Réserve naturelle de Hammervatnet à proximité d'Åsen (Levanger), créée en 1984.
- Réserve ornithologique de Lyngås-Lysgård et réserve naturelle de Lundselvoset dans le lac  Leksdalsvatnet, commune de Verdal. Réserves créées en 1984.